# Meldertbos

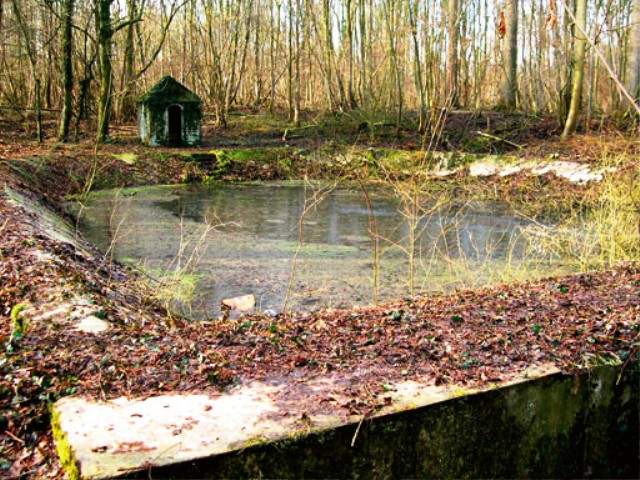

Meldertbos ookwel kasteeldomein van Meldert is een natuurgebied gelegen te Meldert. 

## Geschiedenis
Het gebied dat bestond uit akkers, boomgaard, hooilanden en bos werd in 1845 werd aangelegd rond het kasteel, Chateau de Maillard, als een landschappark naar Engelse stijl. Door Louis Van Der Swaelmen werd het park in 1910 in een modernere Franse stijl aangelegd. In het domein zijn hierdoor nog enkele relicten uit die tijd terug te vinden waaronder het sportterrein, de vijver en het zwembad. 

Sinds 1992 is Natuurpunt reeds betrokken bij de beheer van het gebied. In 1993 worden enkele van het aanwezige relicten beschermed als onroerend erfgoed. Onder andere het kasteel, het zwembad en het paviljoen.
In 2002 werd een deel van het gebied gekocht door Natuurpunt die naast natuurherstel ook de historische elementen tracht te bewaren. Het bos is Europees beschermd als onderdeel van Natura 2000-gebied 'Valleien van de Winge en de Motte met valleihellingen'.
Het gebied loopt langs de Molenbeek.

## Fauna en Flora

### Fauna
reptielen
ringslang

### Flora
bijenorchis, hondskruid, ratelaar, bosanemoon, sneeuwklokje, margriet, sleutelbloem

### Fungi
Rode kelkzwam